# Галиакберов, Ахтям Хуснуллович
Галиакберов Ахтям Хуснуллович (10 января 1930 года — 8 декабря 1990 года) — комбайнер, лауреат Государственной премии СССР (1980). 

## Биография
Галиакберов Ахтям Хуснуллович     родился 10 января 1930 года в д.Верхние Услы Стерлитамакского кантона БАССР (Стерлитамакский район РБ)
Место работы: в 1945—1953 года  и 1965—1990 годах работал в колхозе им. Салавата,  в 1953—1965 годах - комбайнер Услинской МТС Стерлитамакского района БАССР.

## Награды и звания
- Государственная премия  СССР (1977)
- Ордена. Ленина (1976), Трудового Красного Знамени (1972).